# 白木水無県立自然公園
白木水無県立自然公園（しらきみずなしけんりつしぜんこうえん）は、富山県富山市と南砺市にまたがる県立自然公園。1974年（昭和49年）3月27日指定。面積は11094ha。最高標高は金剛堂山(中金剛)の1650m。

## 概要
富山県南砺市の白木峰を中心とする自然公園で、金剛堂山や小白木峰、水無山などを含んでおり、穏やかな山体をしている山が多い。公園内の最高標高点は金剛堂山の1650mで亜高山帯程度の標高であるが、季節風の作用により白木峰や金剛堂山の山頂は樹木が生えない草原が広がる。

## 自然

### 植物
公園内は様々な高山植物が見られ、150種類以上の植物が確認されている。白木峰ではニッコウキスゲの大群落が見られ、水無山の麓にある水無平湿原では斑点のあるミズバショウの群生が見られる。
公園内に自生する環境省もしくは県指定の絶滅危惧種は以下の通りである。
- ナツエビネ - 国の絶滅危惧種Ⅱ類
- サワラン
- カモメラン - 国の準絶滅危惧種
- ホザキイチヨウラン
- ヤマトキソウ
- ヤマシャクヤク - 国の準絶滅危惧種
- クリンユキフデ
- サルメンエビネ - 国の絶滅危惧種Ⅱ類
- ユウシュンラン - 国の絶滅危惧種Ⅱ類
- クマガイソウ - 国の絶滅危惧種Ⅱ類
- キリガミネアサヒラン - 国の絶滅危惧種ⅠA類
- セイタカスズムシソウ
- シテンクモキリ
- ウチョウラン - 国の絶滅危惧種Ⅱ類

### 動物
白木峰や金剛堂山の池塘にはクロサンショウウオなどが生息する。また、高山蝶のギフチョウの飛来が見られる。

## 地理
公園の一帯の山脈は隆起準平原と言われる地形で比較的穏やかな山体をしている。特に白木峰や金剛堂山では2000mに満たない標高にもかかわらず、高山帯のような草原（偽高山帯と言われる）があり、池塘も多く見られる。これは、強い季節風によって出来た風衝草原と考えられる。

### 主な山岳
- 白木峰(1,596m)

山頂部に1km以上続く池塘を多数含む湿原が広がっており、夏にはニッコウキスゲの大群落の一斉開花が美しい。他にもサワラン、トキソウ、ワタスゲ、コバイケイソウ、チングルマなど高山植物が豊富な山域である。日本三百名山。
- 小白木峰(1,437m)

白木峰の南方約4km先にある山で、西斜面に巨大な池塘のある湿原がある。植生は白木峰に似ているが、ヒメシャクナゲはここにのみ自生する。
- 金剛堂山(1,650m)

前金剛、中金剛、奥金剛の3ピークからなるどっしりとした山でその間の稜線は風衝草原となり視界がよく開けている。日本二百名山。
- 水無山(1,506m)

公園内で特に隆起準平原の遺構が著しい山域で殆ど目立ったピークがない。

### 高原
- 水無平湿原

## 関連市町村
- 富山市
- 南砺市